# 제30회 부산국제단편영화제
제30회 부산국제단편영화제는 2013년 5월 2일에 열린 시상식이다.

## 수상 및 후보

### 최우수작품상(국제경쟁)
- 환상의 순간 - 디에고 모디노 수상

### 우수작품상(국제경쟁)
- 점프 - 크리스티나 그로제바 외 1명 수상

### 심사위원특별상(국제경쟁)
- 소사이어티 - 얀스 아수르 수상

### 심사위원특별언급상(국제경쟁)
- 춘정 - 이미랑 수상
- 분만실 - 벤함 델다데 수상

### 연기상(한국경쟁)
- 서울집 - 박주희 수상

### 오퍼레이션키노(최우수작품상)
- 이빨 - 강송연 수상

### 작품상(BS부산은행상)
- 아빠의 트럭 - 마우리시오 오사키 수상

### 픽션상(송도해수피아상)
- 집으로 오는 길 - 김한라 수상

### 다큐멘터리(동일철강상)
- 기억들 - 나다니엘 카튼 수상

### 애니메이션상(서현레져상)
- 늑대아이 - 다니엘 소사 수상

### 관객상(한국경쟁)
- 춘정 - 이미랑 수상

### 실험영화상(서울프로폴리스상)
- 사자의 서 - 알랭 에스깔 수상

### 시나리오상
- 충심, 소소 - 김정인 수상

### 부산 스튜던트 어워드
- 춘정 - 이미랑 수상

### 집행위원회 특별상
- 꿈꾸는 차벨라 - 라파엘 아마르고 수상

### 국제경쟁
- 내가 버린 여름 - 서성원
- 낮과 밤 - 유은정
- 꿈꾸는 차벨라 - 라파엘 아마르고
- 불 - 홍성훈
- 나쁜 꿈 - 강경태
- 소년 - 타미 라비드
- 오운 라인 - 최재혁
- 나는 퓨마를 볼 수 있었다 - 에두아르도 윌리엄스
- 황혼 - 에이미 브루톤 외 3명
- 루슬리 - 니콜 푀겔
- 오징어 - 박유찬
- 연착 - 김동한
- 사자의 서 - 알랭 에스깔
- 분만실 - 벤함 델다데
- 아쇼크 - 장우진
- 숲의 가장자리에서 - 이온 도니카
- 첫눈 - 루퍼스 존스
- 나와 함께 - 조세핀 링크스
- 유로파 - 비징거 텔레마크
- 바오밥 - 니콜라 로에스너
- 집으로 오는 길 - 김한라
- 점프 - 크리스티나 그로제바 외 1명
- 그레코로만 - 신현탁
- 스피릿 - 유카이 에비수노 외 1명
- 뉴클리어 패밀리 - 권봉근
- 화석 - 페이만 나한 그호드라티
- 기둥 - 유칸 히사이
- 망쳐버린 헝겊인형 - 사이몬 필리어트
- 물의 향연 - 카스튼 애쉬만
- 주희 - 허정
- 풍경-이중주 - 피에르 라로자
- 서울집 - 조현훈
- 꿈의 여인 - 올리버 시와즈
- 얼굴들 - 이반 D. 가오나
- 국화도 꽃이다 - 얀 들라트르
- 늑대아이 - 다니엘 소사
- 겨울잠 - 이진우
- 소사이어티 - 얀스 아수르
- 무슨일이 일어나든지 - 막심 페이에르스
- 프랑스식으로 - 부아예 모리간
- 내가.......숨 쉬고 있는가? - 산토슈 바타라이
- 시험비행 - 최윤태
- 블랙우드 - 나타샤 존스-메신저
- 기억들 - 나다니엘 카튼
- 창 - 연상호
- 5층의 소년 - 마르셀로 마토스 데 올리베이라 외 1명
- 빗소리 - 잘랄 사에드파나
- 보청기 - 김양희
- 나무 - 다니엘 크빗코
- 환상의 순간 - 디에고 모디노
- 가디언스 - 스시토프 쇼트
- 레드 스카프 - 로맹 논
- 평범한 식사 - 정다울
- 아빠의 트럭 - 마우리시오 오사키
- 당신은 내가 갈망하는 것을 알고 있다 - 이리나 암스
- 아톰 - 아나우드 듀퓌스
- 남자들 - 남궁선
- 춘정 - 이미랑
- 핵 폐기물 - 미로슬라브 슬라보슈비츠키
- 관계자 분들에게 - 세드릭 로맹
- 에크위는 벌새를 뜻한다 - 모니카 마리아 몬드라곤 트리아나
- 충심, 소소 - 김정인
- 누가 검은 늑대를 두려워하는가? - 야네즈 라파녜
- 아'임파인 - 이재환
- 이것이 영상에 가장 가까운 것이다 - 유발 헤임리
- 새벽 - 스테파니 자리
- 모두가 여기 있다면 - 마이클 크루메나처

### 초청작
- 아이티의 초상화 - 지오바니 판토니 모데나
- 벚꽃나무 빗자루 제작소 - 츠게하타 아야
- 이스케이프 - 이서현 외 3명
- 용감한 소녀 - 에린 갤리
- 사일런트 - L. 레잔 예실바스
- 초대 - 유민영
- 라파 - 주앙 살라비자
- 손님 - 윤가은
- 부인과 소년 - 매그너스 바타스
- 마지막 버스 - 마틴 스노펙
- 해적선 - 페르난도 뜨루욜스
- 달팽이괴물! - 제프리 카우퍼
- 무질서한 범죄 - 스테판 호프만
- 푸른 사단 - 세르지 마르티
- 코끼리 - 파블로 라쿠엔
- 지금은 안 돼 - 로제르 아길라르
- 스노우메이커 - 윤여경
- 두더지와 새 - 송민아
- 할아버지 - 팀 할아버지
- 색 도둑 - 김형민
- 구하라! - 이정국

### 단편선
- 위문 - 잉량
- 바빌론의 강 - 주 얀
- 희망의 철로 - 닝 잉
- 용의 머리 - 꾸 창웨이
- 궁수자리 : 원방 - 왕 샤오슈아이
- 쌍둥이자리 : 궁극의 마법 - 루 추안
- 황소자리 : 우리 아빠 - 등화도
- 양자리 : 정류 - 왕 샤오슈아이
- 시대의 충격 - 쑨쉰
- 레퀴엠 - 쑨쉰
- 신중국 - 쑨쉰
- 영웅부재 - 쑨쉰
- 흑색단어 - 쑨쉰
- 인민공화동물원 - 쑨쉰
- 주의를 넘어서 - 쑨쉰
- 21그램 - 쑨쉰
- 혁명을 통해서도 미해결된 몇 가지 것들 - 쑨쉰

### 시네아스트
- 네 여자의 수다 - 닝 잉
- 희망의 철로 - 닝 잉

### 대학영화 교류전
- 흑어 - 샤 모
- 이상한 계절 - 문종원
- 대리운전 - 판 지신
- 평행선 - 최윤수
- 경계인 - 손일성
- 끝없는 여름 - 송 리잉
- 맑은 하늘, 그리고 우산... - 김원근
- 할매 - 박기남
- 사거리 - 니우 챠오
- 동물 - 이준상
- 7월의 유성 - 비 샨이
- 보경이 - 송주호
- 룸메이트 - 이서현
- 인간용기 - 시씨 덩

### 스페셜
- 죽거나 혹은 나쁘거나 - 류승완
- 가변차선 - 양윤호
- 그와 동행 - 최용석
- 소년기 - 박용수 외 1명
- 장마 - 조범구
- ...에 묻다 - 박준범
- 비 오는 날의 부침개 - 김경란
- 슈가 힐 - 이송희일
- 사경을 헤매다 - 박정범 외 1명
- 외계의 제19호 계획 - 민동현
- 백일몽 - 이정국
- 서울길 - 김대현
- 옹이 - 박찬형
- 다우징 - 김윤태
- 열일곱 - 김태용
- 풀빛 사탕 - 김선영
- 해 아래 햇살 - 임성찬